# William R. Day
William R. Day (n. 17 aprilie 1849 - d. 9 iulie 1923) a fost un politician american, Secretar de Stat al Statelor Unite în 1898.